# Université de Concepción
L'Université de Concepción (en espagnol : Universidad de Concepción ou UdeC), est l'un des trois principaux établissements d'enseignement supérieur du Chili. Parallèlement, l'institution est le plus importante campus située à Concepción. Son prestige est national et international, en tant que l'une des meilleures institutions d'Amérique du Sud.
En 2017, l'université se classe 20e continentale, selon le palmarès universitaire du The Times Higher Education Supplement.

## Historique
L'établissement a été fondée en 1919 à Concepción.

## Recteurs
| Recteur                       | Periode            |
| ----------------------------- | ------------------ |
| Enrique Molina Garmendia      | 1919 - 1956        |
| David Stitchkin Branover      | 1956 - 1962        |
| Ignacio González Ginouvés     | 1962 - 1968        |
| David Stitchkin Branover      | 1968               |
| Edgardo Enríquez Frödden      | 1969 - 1972        |
| Carlos Von Plessing Baentsch  | 1973               |
| Guillermo González Bastías    | 1973 - 1975        |
| Heinrich Rochna Viola         | 1975 - 1980        |
| Guillermo Clericus Etchegoyen | 1980 - 1987        |
| Carlos Von Plessing Baentsch  | 1987 - 1990        |
| César Augusto Parra Muñoz     | 1990 - 1997        |
| Sergio Lavanchy Merino        | 1998 - 2018        |
| Carlos Saavedra Rubilar       | 2018 - en fonction |

## Facultés
L'université de Concepción est composée de 19 facultés :
- Faculté de Agronomie
- Faculté d'Architecture, Urbanisme y Géographie
- Faculté de Géographie
- Faculté de Sciences Biologiques
- Facultad de Ciencias Económicas y Administrativas
- Facultad de Ciencias Físicas y Matemáticas
- Faculté de Sciences Forêtels
- Faculté de Sciencies Juridiques et Sociaux
- Faculté de Sciences naturelles et Océanographiques
- Faculté de Ciencias Químicas
- Faculté de Sciences  Sociaux
- Faculté d'Éducation
- Faculté de Pharmacie
- Faculté d'Ingénierie
  - Département d'Ingénierie Électrique
  - Département d'Ingeniérie Industrielle
  - Département d'Ingénierie Informatique
  - Département de Ingénierie Métallurgique
- Faculté de Humanités et d'Art
  - Département de Sciences Historiques et Sociaux
- Faculté d'Ingenierie Agricole
- Faculté de Médecine
- Faculté de Médecine Vétérinaire
- Faculté d'Odontologie
- Unité Académique Los Ángeles (Dans l'organisation interne de l'UdeC, le siège Los Ángeles a la qualité de Faculté)

## Hymne
L'université compte un des hymnes qui représente, au niveau du pays, la ville de Concepción :
Por el desarrollo libre del espíritu
universitarios arriba, arriba, de pie
la idea es antorcha que enciende las almas
y es flecha que toca los astros, la fe.
Siempre en las alturas puesto el pensamiento
y arca de heroísmo hecho el corazón.
¡cantemos!, ¡cantemos!
y llenen la boca del viento
las líricas voces de nuestra canción.
Por el desarrollo libre del espíritu
universitarios arriba, arriba, de pie.
La musique a été composée par Wilfred Junge et les paroles sont de Víctor Domingo Silva,.

## Galerie

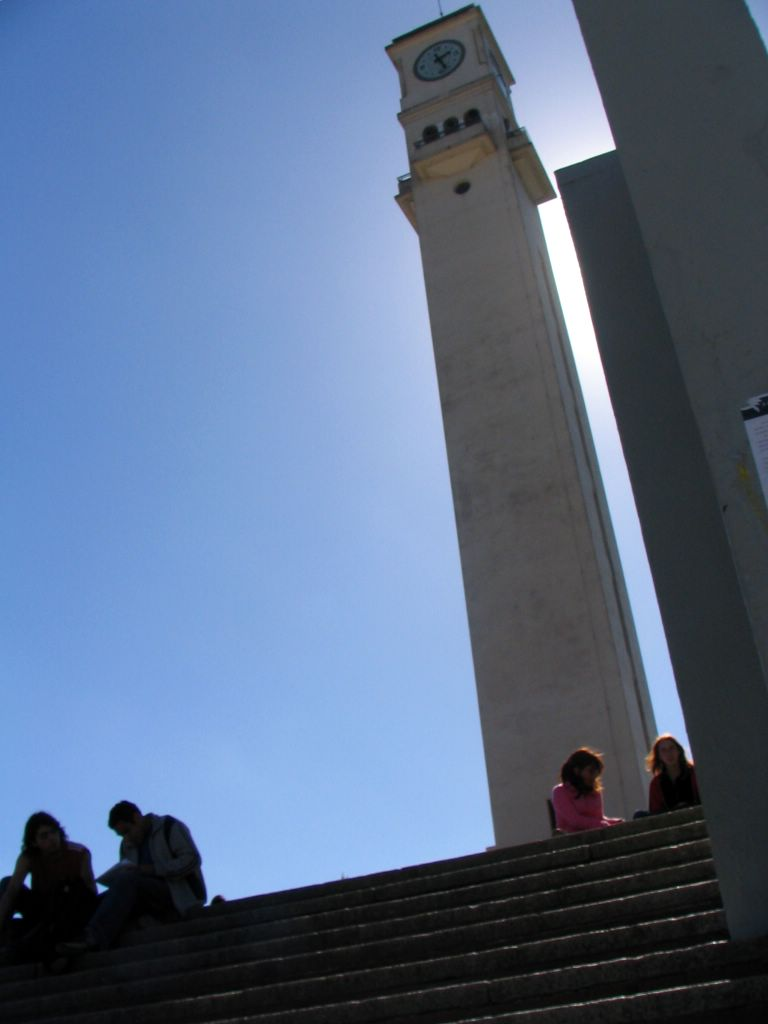
Campanile de l'Université de Concepción, l'un des symboles de la ville.
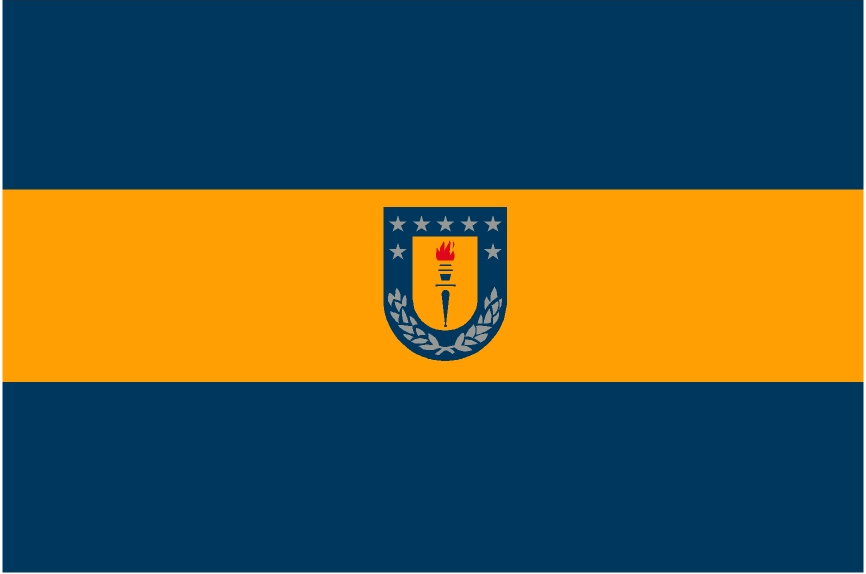
Drapeau de l'Université de Concepción.
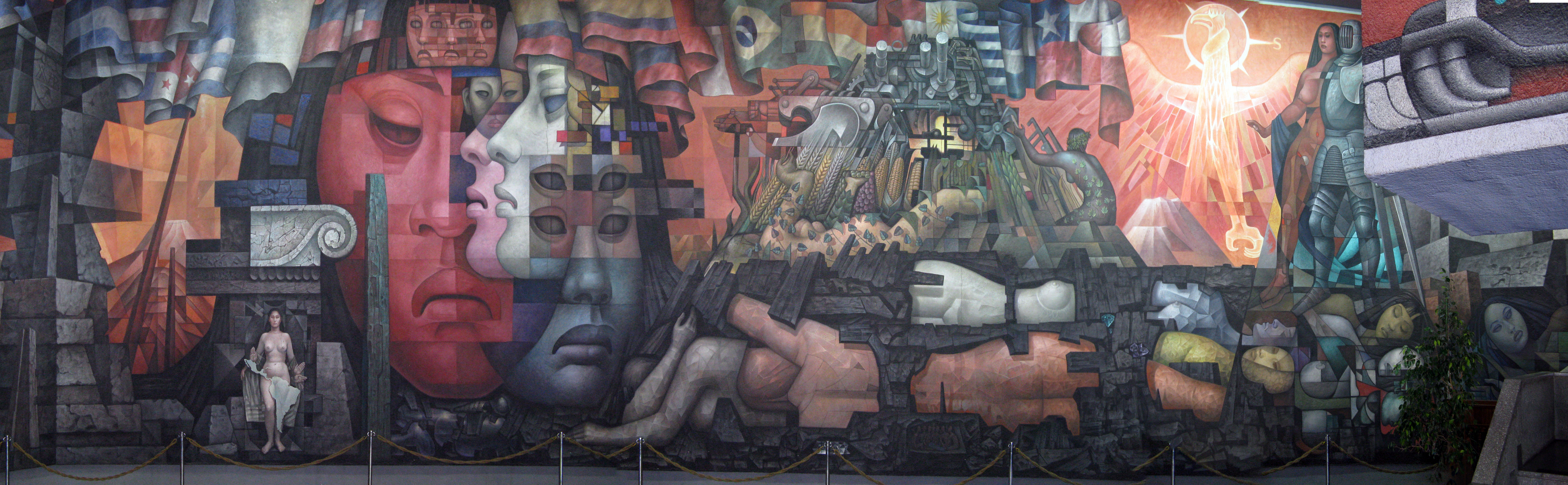
Presencia de América Latina, peinture murale dans la Casa del Arte, déclarée monument historique national.